# Consonne fricative
En phonétique articulatoire, une consonne fricative ou constrictive est un type de consonne obstruante, produite par resserrement de la bouche, du pharynx ou de la glotte sans qu'il y ait fermeture complète de ceux-ci, comme c'est le cas pour les occlusives. La friction peut être produite par différents organes et combinaisons (lèvres, langue, voile du palais, dents contre lèvres, dents contre langue, dos de la langue contre luette…).
Il convient de ne pas confondre les fricatives avec les spirantes, pour lesquelles le resserrement du chenal expiratoire est moindre. Dans un stade plus ancien de la terminologie linguistique, toutefois, ces deux termes étaient souvent traités comme synonymes.

## Liste des fricatives pulmoniques de l'alphabet phonétique international (API)

### Bilabiales
Les lèvres sont rapprochées, mais ne se touchent pas et, le plus souvent, la lèvre inférieure est légèrement plus avancée que la lèvre supérieure.
- [ɸ] (non voisée)
- [β] (voisée)

### Labio-dentales
La lèvre inférieure est rapprochée des dents du haut et peut parfois les effleurer avec sa partie externe supérieure ou, parfois, avec sa partie interne, ce qui rend le son légèrement chuintant.
- [f] (non voisée)
- [v] (voisée)

### Dentales
Correspond au th anglais.
- [θ] (non voisée)
- [ð] (voisée)

### Alvéolaires(ou sifflantes)
Les sifflantes apico-alvéolaires sont produites par le rapprochement de la pointe de la langue vers la région alvéolaire. On peut diviser cette variété de sifflantes en trois catégories, selon que le dessus de la langue (anglais), son extrémité (castillan) ou la partie antérieure de son dos (français) entre en jeu ; la qualité du son en est sensiblement altérée.
- [s] (non voisée)
- [z] (voisée)
- [ɬ] (latérale non voisée)
- [ɮ] (latérale voisée)

### Post-alvéolaires(ou chuintantes)
La langue prend appui contre les alvéoles.
- [ʃ] (non voisée)
- [ʒ] (voisée)

### Post-alvéolo-vélaire
- [ɧ] (non voisée)

### Rétroflexes(ou sifflantes)
La pointe de la langue est dirigée vers le haut et vers l'arrière ; la partie inférieure de la langue se rapproche de la partie antérieure du palais. En fait, cette rétroflexe est souvent réalisée chuintante, car le canal creusé par la langue est généralement insuffisamment étroit pour produire une sifflante à coup sûr.
- [ʂ] (non voisée)
- [ʐ] (voisée)

### Alvéolo-palatales
- [ɕ] (non voisée)
- [ʑ] (voisée)

### Palatales(ou sifflantes)
Le dos de la langue se creuse en canal et se rapproche de la partie antérieure ou centrale du palais dur.
- [ç] (non voisée)
- [ʝ] (voisée)

### Vélaires
La partie postérieure du dos de la langue se rétracte fortement vers l'arrière et vers le haut, au niveau du palais mou (ou voile du palais).
- [x] (non voisée)
- [ɣ] (voisée)

### Uvulaires
La partie postérieure du dos de la langue se rétracte très fortement vers le voile du palais, à proximité de la luette.
- [χ] (non voisée)
- [ʁ] (voisée)

### Pharyngales
La racine de la langue est fortement repoussée vers l'arrière et se rapproche de la paroi postérieure du pharynx. Le passage de l'air est alors considérablement rétréci et on perçoit une forte friction. La tension articulatoire est très forte.
- [ħ] (non voisée)
- [ʕ] (voisée)

### Épiglottales
- [ʜ] (non voisée)
- [ʢ] (voisée)

### Glottales
La glotte est presque entièrement close, à l'exception d'une étroite ouverture dans sa partie supérieure au niveau des cartilages arythénoïdes. On perçoit une forte friction quand l'air s'écoule par ce canal.
- [h] (non voisée)
- [ɦ] (voisée)

## Fricatives non pulmoniques
- Clics
- Éjectives
- Injectives

## Remarque sur la terminologie
En phonétique articulatoire, les fricatives sont nommées constrictives. Ce terme indiquant réellement une caractéristique articulatoire, et le terme fricative indique une impression auditive, tout comme bien d’autres termes traditionnels de cette page (sifflante, chuintante, etc.), qui ne renseignent nullement sur la manière de produire les sons concernés.